# لئو بانک
لئو بانک (انگلیسی: Leo Bunk؛ زادهٔ ۲۳ اکتبر ۱۹۶۲) بازیکن فوتبال بازنشسته اهل آلمان است.
از باشگاه‌هایی که در آن بازی کرده‌است می‌توان به باشگاه فوتبال آگسبورگ، باشگاه فوتبال آلمانیا آخن، باشگاه فوتبال مونیخ ۱۸۶۰، باشگاه فوتبال بلاو-وایس ۹۰ برلین، و باشگاه فوتبال اشتوتگارت اشاره کرد.